# 약소국 그랜드 펜윅의 뉴욕 침공기
약소국 그랜드 펜윅의 뉴욕 침공기(원제 : The Mouse that Roared)는 1955년 아일랜드인 소설가인 레너드 위벌리가 지은 풍자소설이다. 이 소설은 레너드 위벌리가 가상의 유럽국가인 그랜드 펜윅 공국을 배경으로 쓴 풍자소설중 한 권으로, 1959년 영화로 제작되기도 하였다.

## 줄거리
가로 3마일 세로 5마일의 작은 땅을 가진 그랜드 펜윅은 스위스, 프랑스와 알프스산맥으로 된 국경을 맞대고 있는 대공국이다. 그랜드 펜윅은 자급자족 국가였으며, 그들의 수출품은 그들이 재배한 포도로 만든 최상급 와인이 전부였다. 펜윅 사람들은 대공국이 생긴 백년 전쟁부터 제2차 세계 대전까지 자급자족하면서 잘 지내왔다. 그러나, 제2차 세계 대전이 끝나고, 인구가 너무 많아지자, 공국에서는 미국의 마셜 플랜을 보고, 미국에게 돈을 좀 뜯어내기 위해서 전쟁을 치르게 된다. 공국 사람들은 미국에 선전포고만 하면, 미국으로부터 지원금을 받을 거라고 생각했는데, 몇 달이 지나도록 아무런 소식이 없자, 원정대를 파견해서 거기서 항복을 받자고 의결하고, 뉴욕으로 원정대를 파견한다. 마침 뉴욕에는 공습경보 훈련이 한창이었고, 특공대는 아무런 공격도 받지 않고, 폭탄 하나로 북미 대륙을 다 날려버릴수 있는 최후의 날 무기인 Q폭탄과 그 폭탄을 개발한 코킨츠 박사를 데리고 귀환하게 된다. 그 후 그랜드 펜윅에서는 그 Q폭탄을 무기로, 세계 여러 약소국들을 모아 약소국가 연합이라는 것을 만들게 되었고, 약소국가 연합에서는 Q폭탄을 제외한 세상의 모든 핵무기를 없애버리게 된다.

## 추가 정보
- 레너드 위벌리는 그랜드 펜윅이라는 도구를 이용해서, 현대 정치와 세계 정세를 논평하였다. 그리고 이 소설의 성공으로 4개의 후편이 나오게 되었다. - 천하무적 그랜드 펜윅(1958년), 그랜드 펜윅의 달나라 정복기(1962년), 그랜드 펜윅의 월 스트리트 공략기(1969년), 그랜드 펜윅 서구를 구하다(1981년) - 이 4편은 모두 전편의 성공을 뛰어 넘지는 못했다.
- 2006년 10월 15일 정치 심리학자인 제럴드 포스트는 '김정일 위원장은 이 소설을 기초로 한 영화를 통해 자신의 행동에 대한 견해를 형성했다'라고 주장한 내용이 영국 텔레그래프신문에 실렸다.